# Scaptodrosophila nicolae
Scaptodrosophila nicolae är en tvåvingeart som först beskrevs av Tsacas och Chassagnard 1988.  Scaptodrosophila nicolae ingår i släktet Scaptodrosophila och familjen daggflugor.
Artens utbredningsområde är Mauritius. Inga underarter finns listade i Catalogue of Life.